# Sanierungsgeld
In Deutschland ist das Sanierungsgeld eine Sonderzahlung an ein Altersversorgungssystem, das anlässlich der Systemumstellung einer bisher umlagefinanzierten betrieblichen Altersversorgung in ein kapitalgedecktes System geleistet wird und der Finanzierung der zum Zeitpunkt der Umstellung bestehenden Versorgungsverpflichtungen bzw. -anwartschaften dient. Ebenso können laufende bzw. periodisch wiederkehrende Zahlungen unter bestimmten Voraussetzungen Sanierungsgelder sein. Das Sanierungsgeld wird dabei zur Finanzierung der durch die Systemumstellung entstandenen Deckungslücken erhoben. Die Deckungslücke ergab sich aus dem Vergleich des ermittelten Besitzstandes (das sind die bereits erworbenen Ansprüche der Mitarbeiter) mit dem vorhandenen Vermögen im Zeitpunkt der Systemumstellung. Die Systemumstellung bestand darin, dass vom Gesamtversorgungssystem in ein Punktemodell – ähnlich der gesetzlichen Rentenversicherung – umgestellt wurde.
Das Sanierungsgeld, das regelmäßig tarifvertraglich vereinbart wird, ist die einzige vom Versorgungsträger (beispielsweise der Versorgungsanstalt des Bundes und der Länder (VBL) und den Zusatzversorgungskassen) beeinflussbare Größe der Mitgliederleistungen, die zur Deckung des erhöhten Finanzbedarfs aus dem Gesamtversorgungssystem erforderlich und notwendig ist.
Schuldner des Sanierungsgeldes sind die einzelnen öffentlich-rechtlichen Arbeitgeber (Bund, Länder, Kommunen und Kirchen.)